# Péripatos
Le péripatos (en grec ancien : περίπατος, « promenade ») est un chemin situé en contrebas de l'acropole d'Athènes, qui part aujourd'hui de la montée de l'acropole et contourne la colline par le nord pour rejoindre l'odéon de Périclès. Il constitue la limite avec les sanctuaires situés sur la pente au-dessus.
Sur le côté oriental de l'Acropole, au bord du chemin, une inscription du IVe siècle av. J.-C. indique le nom du chemin et sa longueur de cinq stades et dix-huit pieds, soit environ 1 100 mètres.

## Inscription

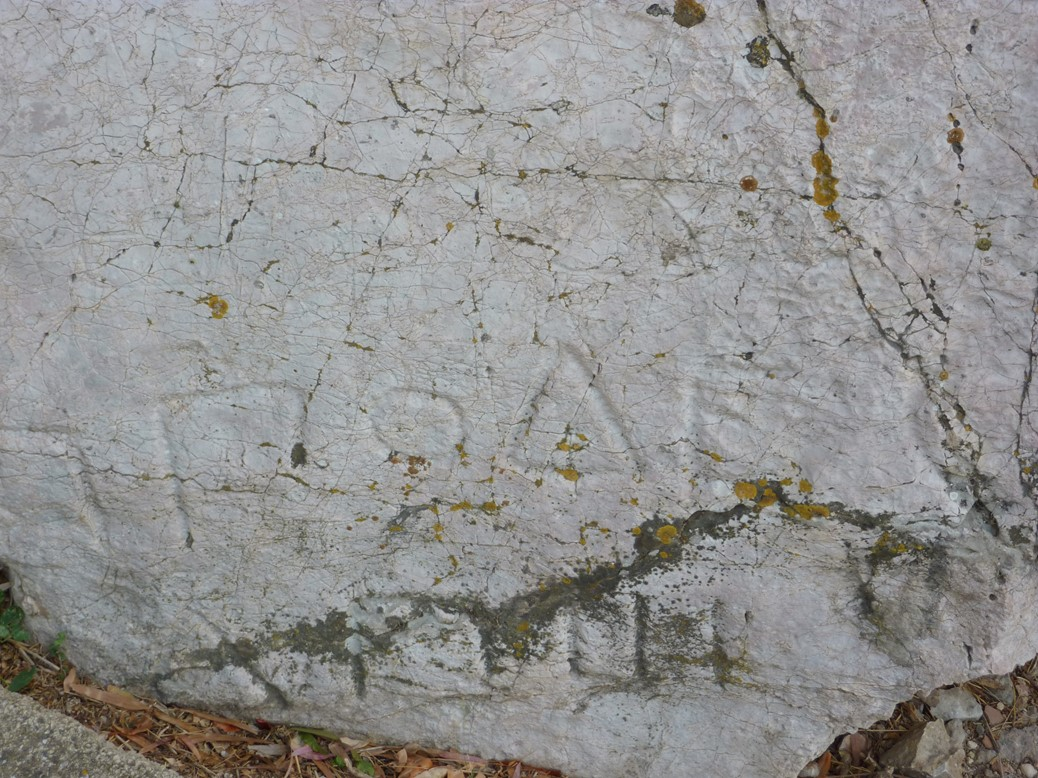
L'inscription sur le rocher

[Τ]ΟΥΠΕΡΙΠΑΤΟ
ΠΕΡΙΟΔΟΣ
Π Σ ΠΟΔΕΣ
Δ Π ΙΙΙ

Transcription
[τ]οῦ περιπάτο
περίοδος
π(έντε) σ(τάδια) πόδες
Δ𐅃ΙΙΙ.
Traduction
« Du péripatos
le pourtour est de
cinq stades (et)
dix-huit pieds »

## Itinéraire

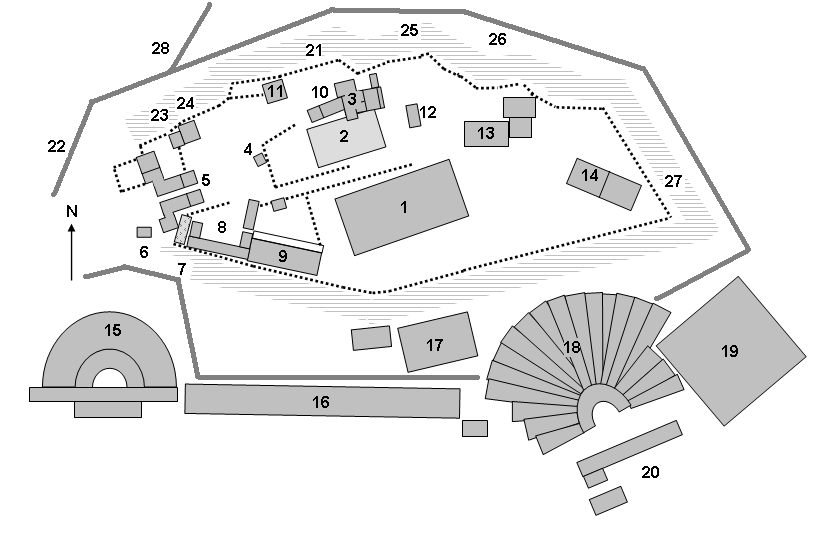
Plan du péripatos et des sanctuaires.

Au-dessous des Propylées, là où le chemin des Panathénées (28) rejoint le péripatos (22), se trouve la Klepsydre (23). En partant de là vers l'est, suivent différents sanctuaires troglodytiques, :
- 24 Grotte d'Apollon Hypocraios
- 24 Grotte de Zeus olympien
- 24 Grotte de Pan
- 21 Fontaine mycénienne
- 25 Sanctuaire d'Aphrodite et d'Éros
- 26 Inscription du péripatos[1]
- 27 Aglauréion (grotte d'Aglaure)[4]

Selon l'inscription, le péripatos faisait tout le tour de l'acropole au IVe siècle av. J.-C. Sa longueur de 1,1 km correspond tout à fait à cela. Il continuait donc en amont de l'odéon de Périclès (19) et du théâtre de Dionysos (18), qui a toutefois été agrandi vers 330 av. J.-C., traversait ensuite l'Asclépiéion (17) et l'odéon d'Hérode Atticus (15) (construit seulement au IIe siècle) et se terminait enfin au point de départ. La rénovation du péripatos par Lycurgue rendit plus accessible un certain nombre de sanctuaires importants. Il est lié à sa réforme de l'État et, en l'occurrence, à l'éducation religieuse et militaire des éphèbes qui prêtaient leur serment de citoyenneté à l'Aglauréion.
Sous le nom de péripatos, un autre chemin piétonnier a été ouvert, qui fait le tour de l'Acropole du côté sud, le long de la rue Dionysíou Areopagítou (en). On y passe au sud de l'odéon d'Hérode Atticus et au nord du musée de l'Acropole.

## Galerie

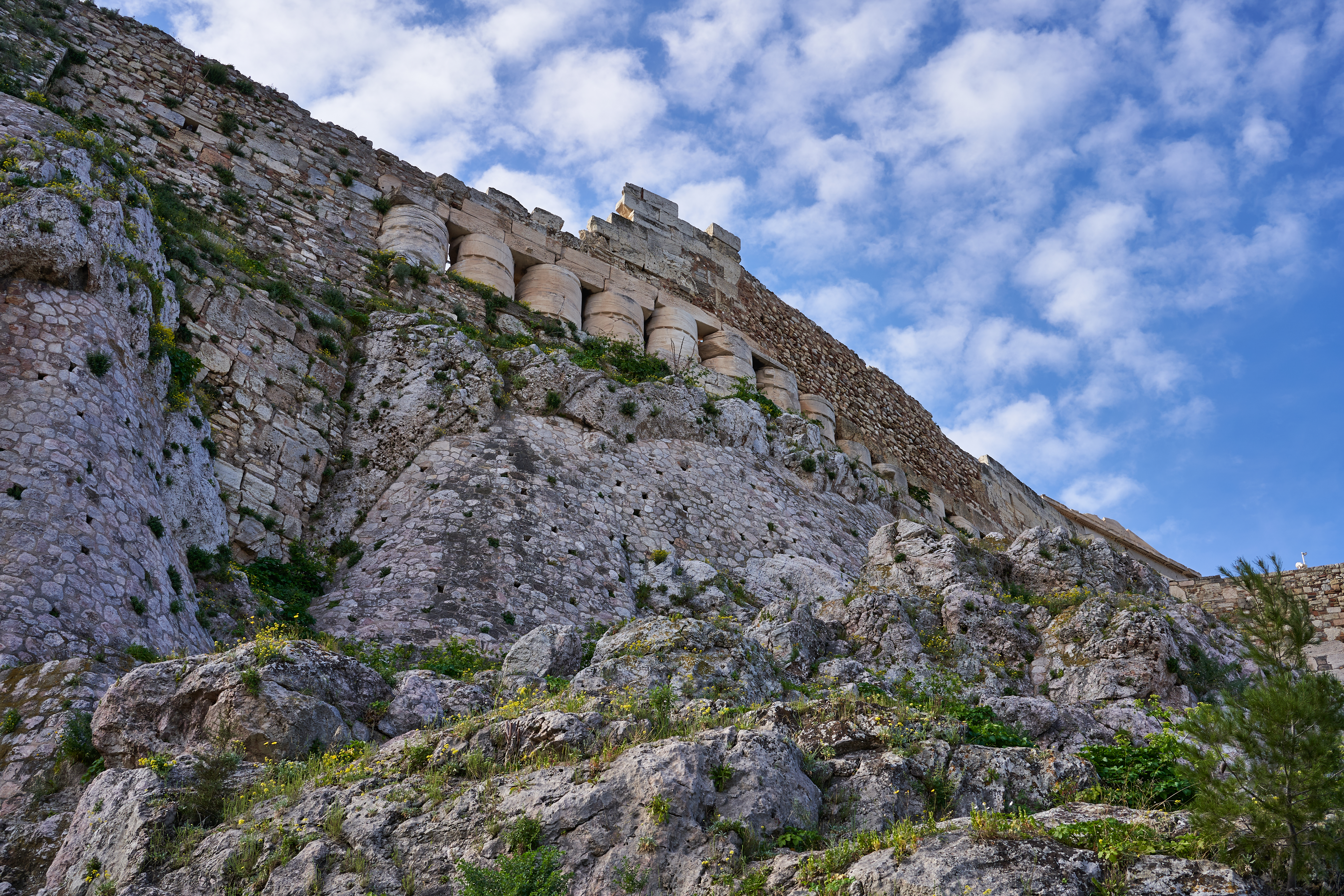
Tambours de colonnes inachevées du Préparthénon du Péripatos.
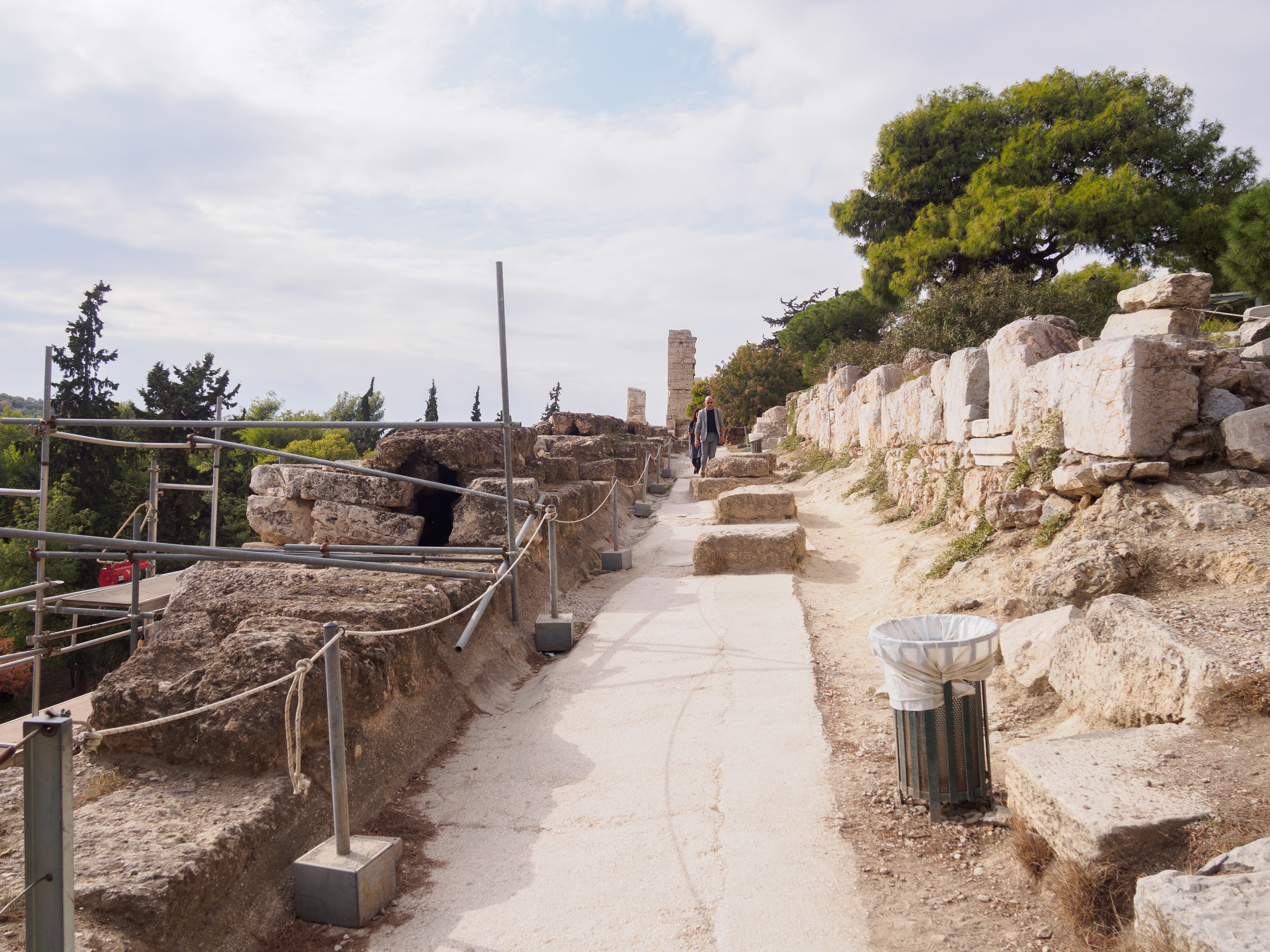
Péripatos - Versant sud de l'Acropole d'Athènes
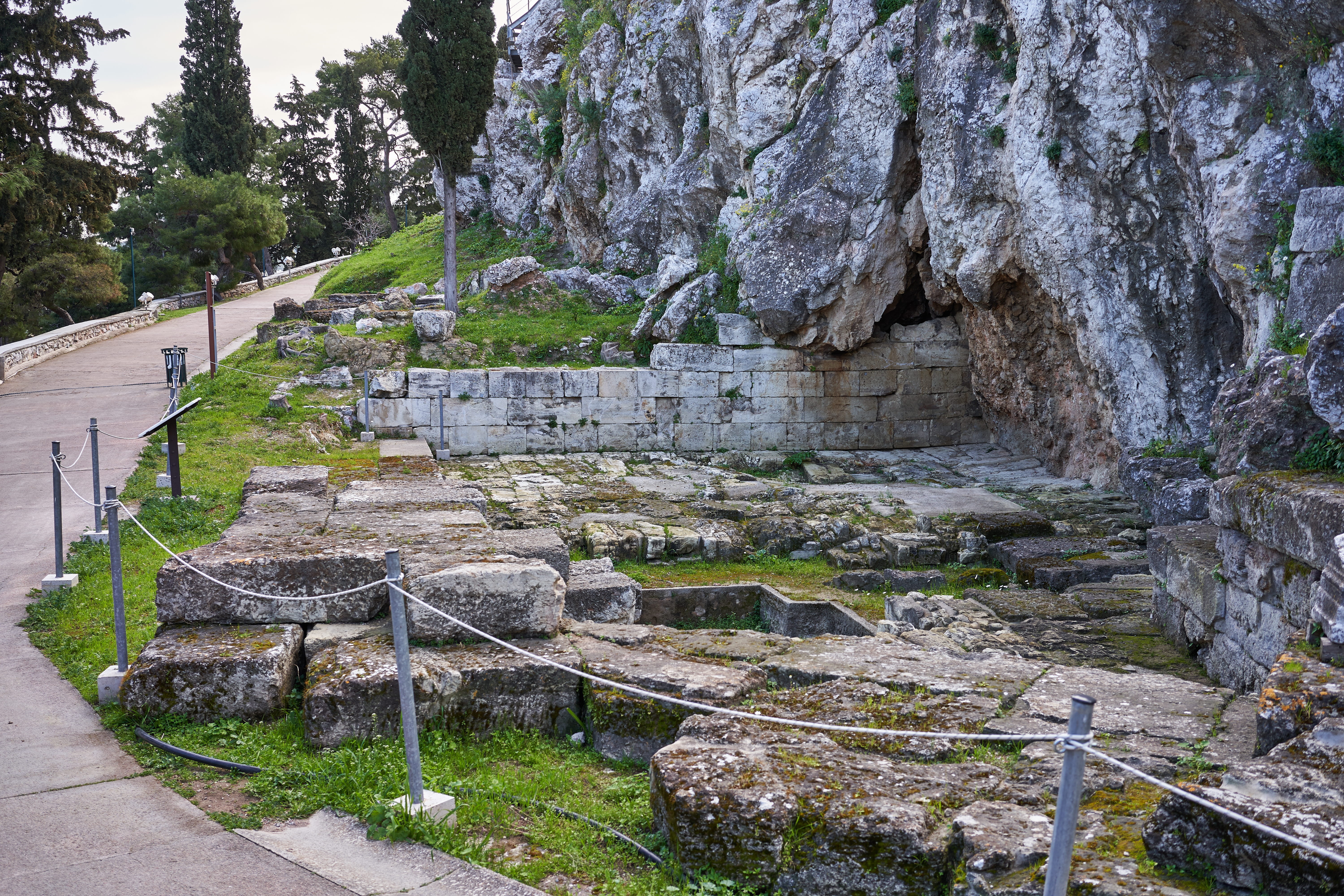
Péripatos - Klepsydra est la source la plus importante du rocher de l'Acropole.
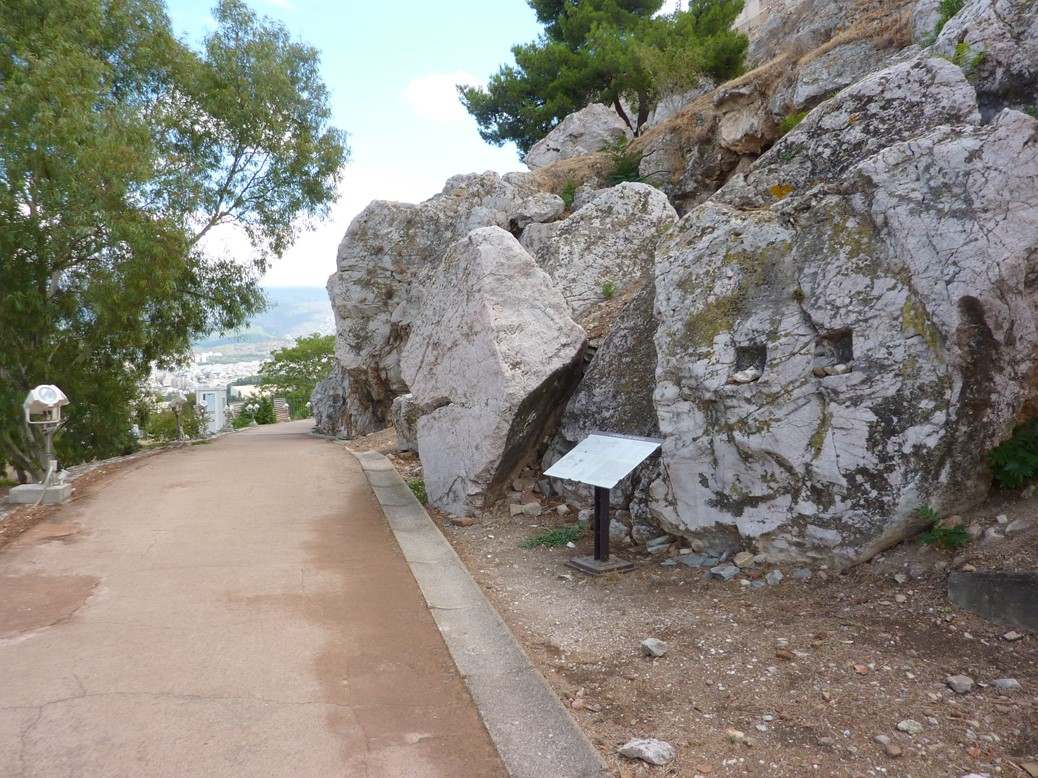
Péripatos - Vue sur le rocher portant l'inscription

## Voir également
- Athens - Peripatos- Pausanias Project
- L'Acropoli di Atene